# Magyar Államvasutak
Magyar Államvasutak ([ˈmɒɟɒr ˈaːlːɒɱvɒʃutɒk], deutsch Ungarische Staatsbahnen; Abkürzung: MÁV) ist der Name der staatlichen Eisenbahngesellschaft Ungarns (vasút = Eisenbahn, wörtlich Eisenstraße).

## Geschichte

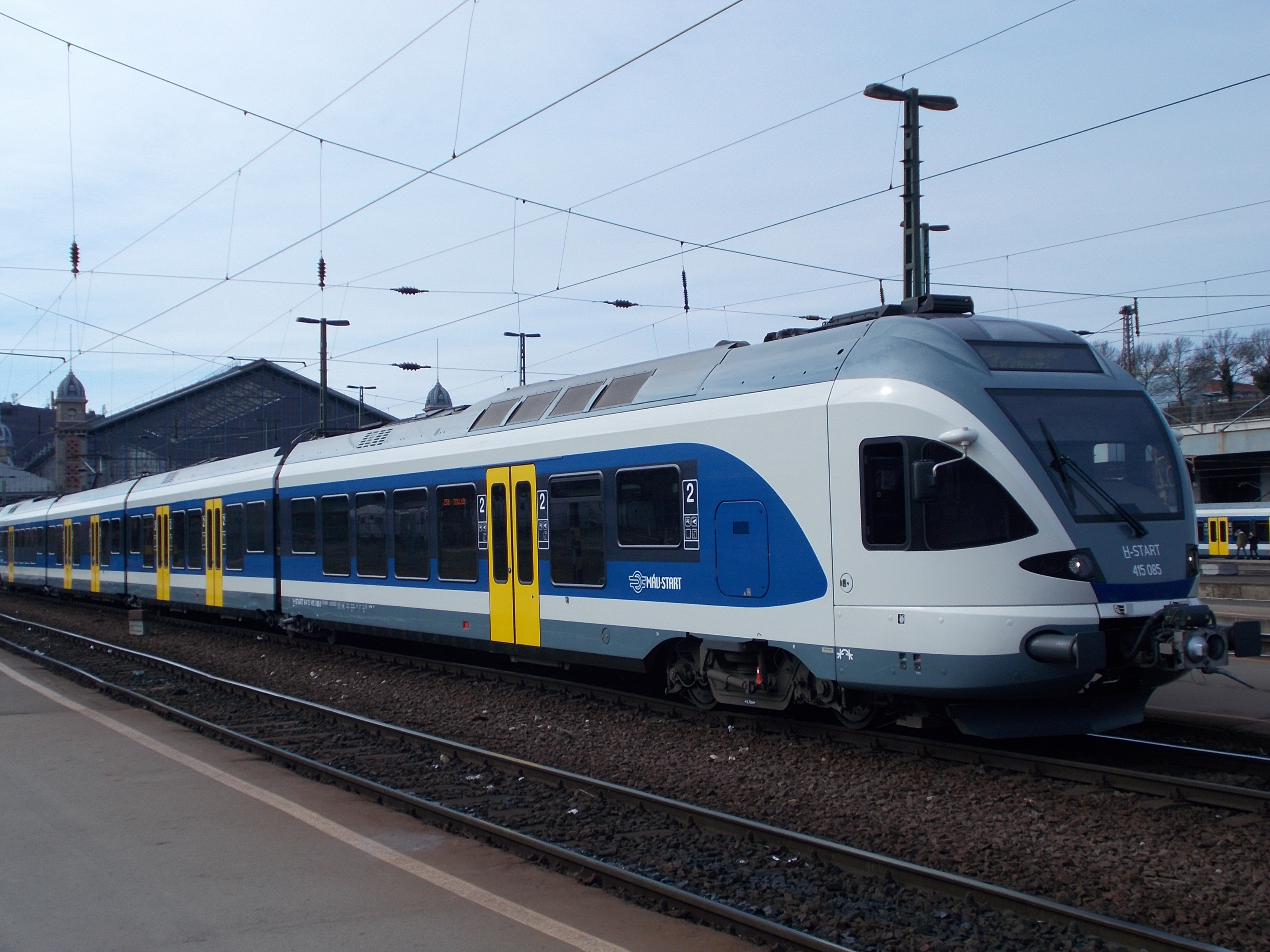
Ein Regionalzug der MÁV vom Typ Stadler FLIRT

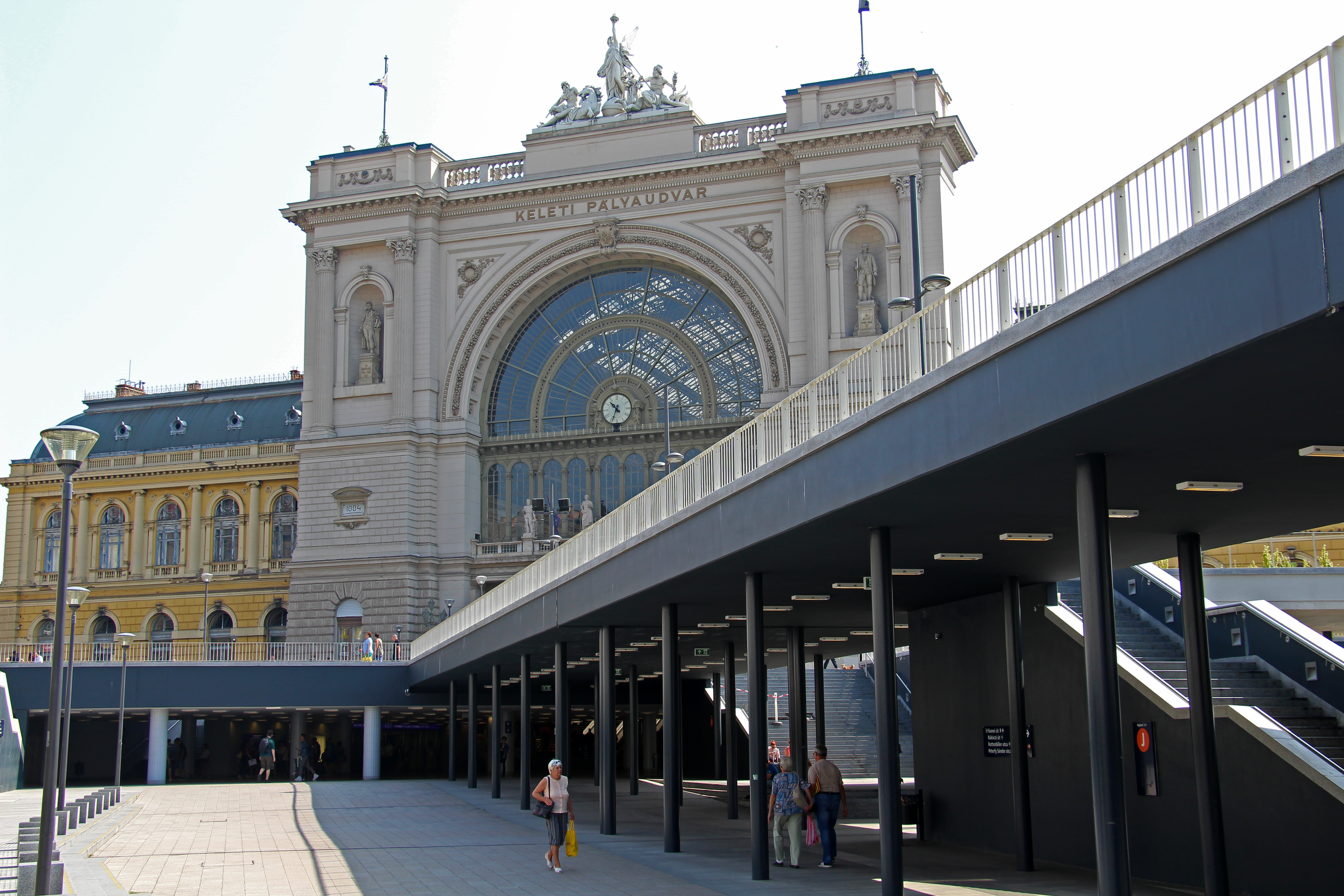
Der Bahnhof Keleti pályaudvar (Ostbahnhof) in Budapest ist ein wichtiger Knoten im Reiseverkehr der MÁV

### Gründerjahre
Die erste Bahnstrecke wurde am 15. Juli 1846 zwischen Pest und Vác durch die Ungarische Central-Eisenbahn (UCB) eröffnet, dieses Datum gilt als Geburtsstunde der Eisenbahn im Königreich Ungarn. Es handelte sich um die erste Teilstrecke einer geplanten Bahnverbindung Budapest–Pressburg (Pozsony)–Marchegg–Wien am nördlichen Donauufer, die später bis 1938 Teil der Route des legendären Orient-Express war und 1848 fertiggestellt wurde. Die UCB wurde 1850 von der k.k. südöstlichen Staatsbahnen übernommen, diese ging wiederum mit 1. Jänner 1855 in der trotz ihres Namens privaten k.k. privilegierten Österreichisch-Ungarischen Staatseisenbahngesellschaft (StEG) auf.
In der zweiten Hälfte des 19. Jahrhunderts wuchs das Streckennetz in Ungarn schnell, und bald waren alle größeren Städte des Landes durch Bahnlinien miteinander verbunden.
Ein wichtiges Teilstück der Strecke Temesvár–Wien wurde von der StEG erbaut und befindet sich im Banat, welches damals unmittelbar dem Wiener Ministerium unterstelltes Kronland war. Die feierliche Inauguration fand am 15. November 1857 statt. Diese Strecke verband die Städte Temesvár (heute Timișoara, Rumänien), Hatzfeld, Kikinda und Szeged auf einer Länge von 112 km. Dadurch verkürzte sich die Reisezeit von Temesvár nach Wien auf 36 Stunden. In der damals ungarischen Batschka begann das Eisenbahnzeitalter 1869 mit der Eröffnung der Teilstrecke Subotica–Sombor als Teil des ungarischen Netzes.
In den nachfolgenden Jahren wuchs in Ungarn, wie auch in anderen europäischen Ländern, die Größe des Schienennetzes, damit aber auch die Anzahl der kleinen, teils privaten Betreiber, stark an. Im Jahr 1894  wurden fast 100 ungarische Bahngesellschaften verstaatlicht und in der dazu gegründeten MÁV zusammengelegt. Als erste war 1868 die Ungarische Nordbahn mit ihrer Strecke von Budapest-Józsefváros nach Salgótarján in den Besitz des ungarischen Staates übergegangen. Nachdem das Streckennetz der StEG 1885 in ein österreichisches und ein ungarisches Netz (mit eigener Generaldirektion in Budapest) geteilt worden war, erfolgte 1891 die Übernahme der Strecken und Fahrzeuge (sowie eines Schiffsbetriebes auf der Donau) durch die MÁV.
Auch in anderen Ländern fanden in diesen Jahren Verstaatlichungen von Eisenbahngesellschaften in größerem Umfang statt (siehe z. B. k.k. österreichische Staatsbahnen).

### Entwicklung zu Beginn des 20. Jahrhunderts

#### Strecken
Nach dem Ersten Weltkrieg verlor die MÁV zahlreiches Rollmaterial und auch Streckenteile an die zum Teil aus altungarischem Gebiet hervorgegangenen Nachbarländer Tschechoslowakei, Rumänien und Jugoslawien. Oft wurden Streckenneubauten nötig, da zwischen zwei Stationen eine Gebietsabtretung erfolgt war, die Trasse also durch fremdes Staatsgebiet lief und nicht mehr befahren werden durfte.

#### Elektrifizierung
Die MÁV spielte bei der Entwicklung der Technik für den Bahnbetrieb mit Einphasenwechselstrom von 50 Hz eine große Rolle. Sie war die erste Eisenbahngesellschaft, die Einphasenwechselstrom mit der Standard-Netzfrequenz von 50 Hz für den Bahnbetrieb benutzte. Erste Versuche hierzu begannen auf Initiative des Ingenieurs Kálmán Kandó zu Beginn der 1920er Jahre auf einer 15 km langen Strecke beim Budapester Westbahnhof. Die von ihm entwickelten Lokomotiven besaßen an Bord einen rotierenden Umformer, der den Einphasenwechselstrom in Drehstrom umwandelte, welcher wiederum die Fahrmotoren speiste. Nachdem 1928 die Testfahrten erfolgreich verliefen, wurde bis 1932 die Strecke von Budapest nach Hegyeshalom (Grenzstation Richtung Wien) mit Einphasenwechselstrom 50 Hz und 16 kV elektrifiziert. Hierbei wurden erstmals die noch heute am weitesten verbreiteten N-förmigen Ausleger für die Befestigung der Oberleitung verwendet.

### Die MÁV im Zweiten Weltkrieg
Während des Zweiten Weltkriegs wurden mit Hilfe der MÁV 1944 in kürzester Zeit Juden und Roma aus dem Land in Konzentrationslager deportiert, wo viele von ihnen umkamen bzw. ermordet wurden. Die Aufarbeitung dieses Abschnitts der Geschichte ist noch nicht erfolgt. Ungarn war Verbündeter Deutschlands im Zweiten Weltkrieg schon vor der 1944 erfolgten deutschen Besetzung. Überlebende und Angehörige der Opfer reichten deshalb im Februar 2010 Klage bei einem US-amerikanischen Gericht ein.
In der letzten Phase des Zweiten Weltkriegs, als die Rote Armee im Land gegen das NS-Regime und seine ungarischen Verbündeten kämpfte, wurden große Teile der Bahnanlagen und Fahrzeuge zerstört.

### Die MÁV nach dem Zweiten Weltkrieg
Da die ungarische Industrie nach dem Krieg nicht in der Lage war, den Mangel an Lokomotiven durch neue Exemplare zu beheben, mussten über fünfhundert US-amerikanische Kriegslokomotiven erworben werden.
In der Folge spielte die Eisenbahn eine wichtige Rolle beim Wiederaufbau des Landes. Bedingt durch die zentrale Lage in Europa führen viele internationale Bahnverbindungen durch Ungarn. In dieser Zeit wurde die Streckenelektrifizierung mit Einphasenwechselstrom 50 Hz, aber mit einer Spannung von 25 kV, weitergeführt. Dadurch wurde 1983 die Ära der Dampflokomotive beendet.

### Entwicklung seit 1990

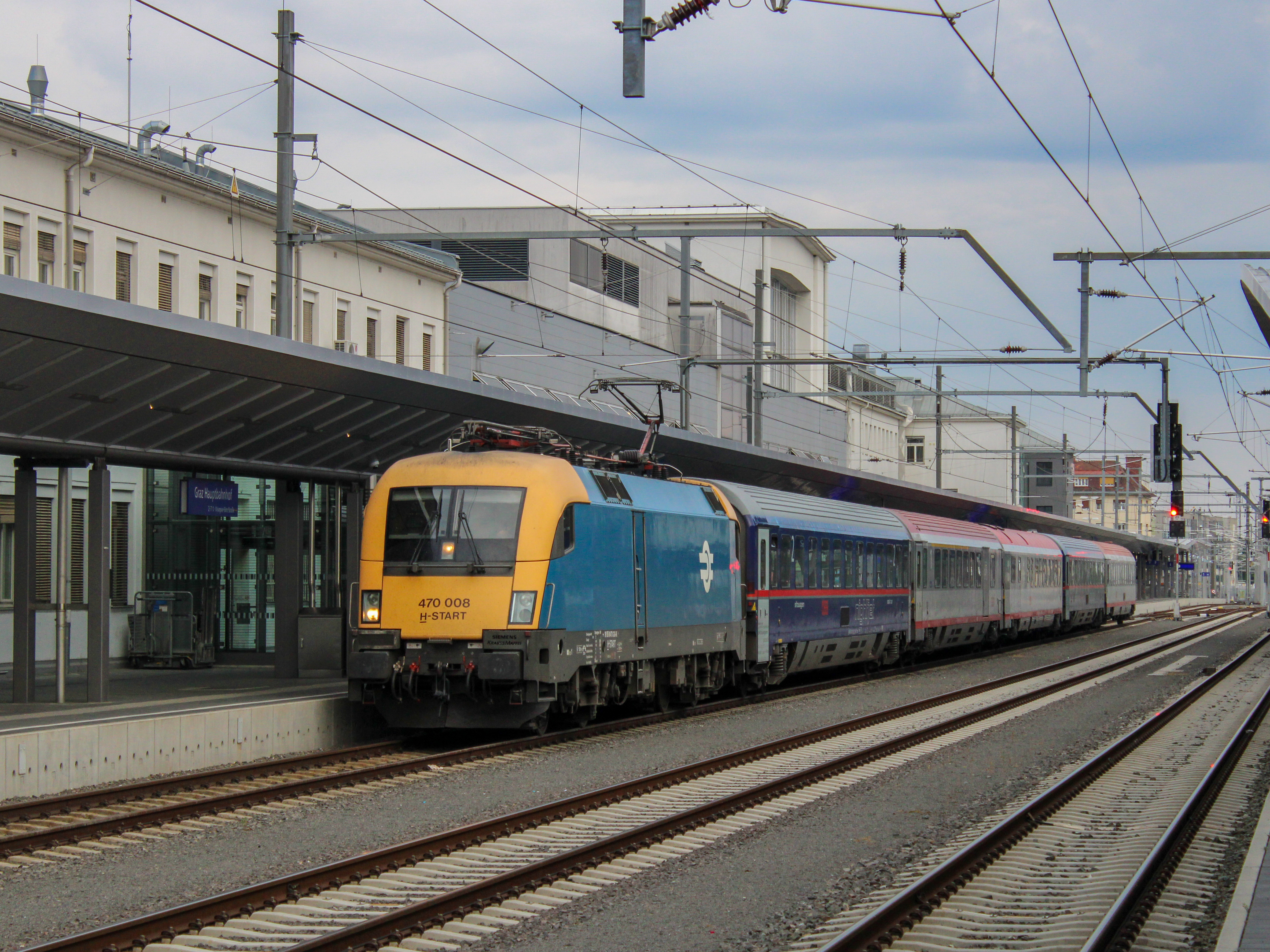
MÁV Taurus (Baureihe 470) in Graz Hauptbahnhof

Seit 1993 ist die MÁV eine Aktiengesellschaft mit dem Namen MÁV Magyar Államvasutak Zrt. 2007 wurde sie in eine Holding umgewandelt, deren wichtigste Tochterunternehmen die MÁV-START Zrt. für den Personenverkehr und die MÁV Cargo Zrt. für den Güterverkehr sind. Insgesamt umfasst die Holding etwa 30 Gesellschaften. Zuletzt hat sie zum 15. Juli 2020 das in Staatseigentum stehende Busunternehmen Volánbusz übernommen.
Die Frachtsparte MÁV Cargo wurde Anfang Dezember 2008 von Rail Cargo Austria um rund 100 Milliarden Forint übernommen. Im Jahr 2010 wurde der Name der MÁV Cargo an die Rail Cargo Austria mit Rail Cargo Hungaria angepasst.
Anfang 2010 betrugen die Schulden der MÁV ca. 1 Mrd. Euro. Als Gründe gaben Kommentatoren Misswirtschaft und fortwährend ungedeckte operative Verluste an.
Ein Großteil des ungarischen Eisenbahnnetzes wird von der Infrastruktursparte MÁV Pályaműködtetési Zrt. betrieben, der etwa 18 000 Mitarbeiter angehören.

## Schienennetz

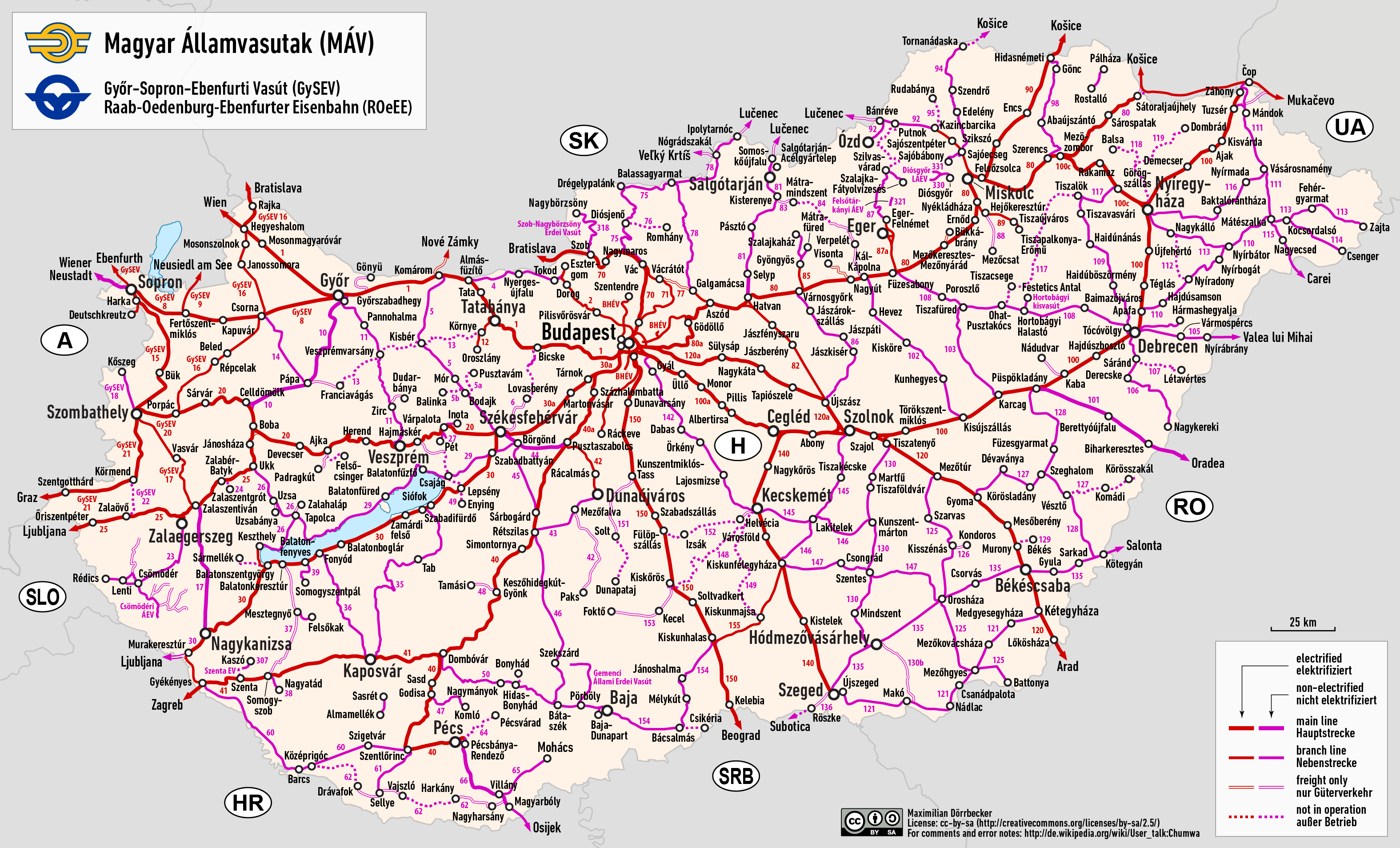
Das Schienennetz in Ungarn

Das Schienennetz hat eine Gesamtlänge von 7297 Kilometern. Davon ist der ganz überwiegende Teil in Normalspur von 1435 Millimetern ausgeführt, 36 Kilometer wurden in Breitspur von 1520 Millimeter angelegt, um die Verbindung ins östliche Nachbarland Ukraine, wo diese russische Breitspur den Standard darstellt, zu erleichtern. Die ungarischen Schmalspurstrecken umfassen 176 Kilometer. Der Fokus der Investitionen in die Infrastruktur richtet sich auf ein Kernnetz von etwa 2200 bis 3300 km Länge, so dass damit zu rechnen ist, dass die Netzlänge insgesamt weiter schrumpft.

## Tarifangebote
Die MÁV bietet als Halbpreiskarte die START Klub kártya an. Diese bietet 50 % Ermäßigung auf die Fahrt in der 2. Klasse. Samstags kann eine weitere Person zum halben Preis mitfahren. Die Karte kostet mit einjähriger Gültigkeit 34.900 HUF (ca. 92 Euro).
Am 1. März 2024 trat eine Tarifreform in Kraft. Gemäß dieser fahren alle Personen ab 65 Jahren und unter 14 Jahren gratis. 14- bis 25-Jährige zahlen den halben Preis.